# JUICY
JUICY es segundo álbum de la cantante japonesa Hayami Kishimoto, y fue lanzado el 24 de septiembre de 2004 bajo el sello Giza Studio.El Álbum se ubicó en el puesto #35 en las listas de venta.

## Detalles
El segundo álbum de Hayami Kishimoto tiene 12 pistas y contiene canciones del 3rd single Mienai Story, 4th single Kaze ni Mukai Aruku Youni junto con la versión remix de la canción principal, del 5th single Suteki na Yume Miyou ne, 6th single Dessert Days, y del 7th single Yume Real.

## Lista de canciones
1. Yume Real
2. Kaze ni Mukai Aruku Youni
3. Suteki na Yume Miyoune
4. For... You From... Me
5. Never Change
6. Dessert Days
7. Memory
8. Mienai Story
9. Non-Fiction Game
10. Kimi Dake no Love Song
11. Clear Days
12. Kaze ni Mukai Aruku Youni ~883 Trapped Mix~